# Marriott International
Marriott International, Inc. es una cadena de hoteles de lujo estadounidense con sede en Bethesda, Maryland.

## Historia
Marriott International fue fundada en 1993, cuando Marriott Corporation se dividió en dos compañías, Marriott International y Host Marriott Corporation. En 1995, Marriott International pasó a formar parte del capital de Ritz-Carlton con un 49% del mismo, adquiriendo el 99% en 1998. Entre los años 2002 y 2003 la compañía llevó a cabo una gran reestructuración.
En 2002, CTF Hotel Holdings Inc, una compañía que posee un hotel en Hong Kong gestionado por Marriott, interpuso una demanda contra esta última. Acusaban a Marriott de haber participado en prácticas de extorsión y soborno. Según la denuncia, Marriott contrató servicios de la empresa Moloy, que funcionaba como contratista para proveer servicios audiovisuales. Moloy llevó a cabo una doble contabilidad, en la que Marriott pagó un monto excesivo a Moloy y se quedó con la diferencia, que ascendía a 1,7 millones de dólares. Como resultado de esto, Marriott tuvo que reintegrar el dinero a CTF Hotel Holdings Inc. Adicionalmente, CTF Hotel también alegó que Marriott había aceptado sobornos de otros proveedores.
En 2003, el propietario de Town Hotels, una propiedad administrada por Marriott, presentó una demanda contra la cadena hotelera. Los cargos incluían incumplimiento de contrato, incumplimiento de deber fiduciario, negligencia y fraude. Según la acusación, Marriott violó las leyes del estado de Virginia Occidental al establecer contratos con proveedores junto con la cadena de hoteles Avendra. Estos proveedores luego pagaron "tarifas de patrocinio" a Marriott para la provisión de servicios al hotel Town Hotels. Según las cláusulas del contrato original, Marriott estaba prohibida de obtener ganancias de este acuerdo más allá de los honorarios de gestión previamente acordados.
En 2013, los propietarios del hotel Madison 92nd Street Associates LLC, quienes habían contratado a Marriott para administrar su propiedad, demandaron a la compañía por 400 millones de dólares. La acusación sostenía que Marriott había manipulado al sindicato de trabajadores del hotel. Según la denuncia, Marriott llegó a un entendimiento ilícito con el sindicato para permitir la sindicalización de los empleados del hotel Madison. A cambio, los trabajadores no podrían sindicalizarse en los hoteles emblemáticos de Marriott.
En septiembre de 2016 Marriot llevó a cabo la compra de la cadena Starwood por un monto que rebasa los 12,000 millones de dólares. Al haber concretado esta compra cuenta con un portafolio de 5,700 hoteles alrededor del mundo y 1.1 millones de habitaciones, con lo que se convierte en la cadena hotelera más grande del mundo.
En 2022, la cadena Marriott fue demandada por MINT, propietario de un hotel en Tailandia. La demanda alegaba que Marriott había gestionado el hotel de MINT de manera discriminatoria y de mala fe, favoreciendo a hoteles competidores. Según la acusación, Marriott ofreció habitaciones de otras propiedades a precios que superaban en un 60 % a las tarifas de las habitaciones del hotel perteneciente a MINT. Esto causó grandes pérdidas económicas para los propietarios del hotel MINT.
En 2023, se inició una investigación criminal en Polonia contra Marriott, acusándola de actuar de forma fraudulenta y deshonesta en perjuicio de la empresa Lim, dueña del hotel en Varsovia, durante el periodo de la pandemia de COVID-19. Marriott no asumió las responsabilidades de mantenimiento del hotel, dejando que todos los costes de su mantenimiento recayeran sobre la empresa Lim. Además, Marriott condicionó el uso del hotel por parte de la empresa Lim con el Fondo Nacional de Hospitales para alojar a médicos, o para acuerdos publicitarios, hasta que la empresa Lim pagara bonificaciones que no le correspondían.

## Marcas de Marriott International
La compañía cuenta con más de 6500 establecimientos en más de 120 países y más de 1.1 millones de habitaciones.
Sus marcas son las siguientes:
- Liaison Hotels
- Autograph Collection
- Marriott Hotels & Resorts
- JW Marriott Hotels & Resorts
- Renaissance Hotels & Resorts
- Courtyard by Marriott
- Residence Inn by Marriott
- Fairfield Inn by Marriott
- Marriott Conference Centers
- TownePlace Suites by Marriott
- SpringHill Suites by Marriott
- Marriott Vacation Club International (MCVI)
- Horizons by Marriott Vacation Club
- The Ritz-Carlton Hotel Company L.L.C.
- The Ritz-Carlton Club
- Marriott ExecuStay
- Marriott Executive Apartments
- Marriott Grand Residence Club
- Bvlgari Hotels & Resorts
- AC Hotels by Marriott
- W Hotels
- Aloft Hotels
- Yotel
- YOTELAIR
- YOTELPAD
- The luxury Collection
- ST. Regis
- Sheraton Hotels & Resorts
- Westin Hotels & Resorts
- Campanile Hotels
- Hotels & Préférence
- Première Classe
- Kyriad Direct
- Kyriad
- Kyriad Prestige
- Tulip Inn
- Sarovar
- Golden Tulip
- Royal Tulip

## Síntesis

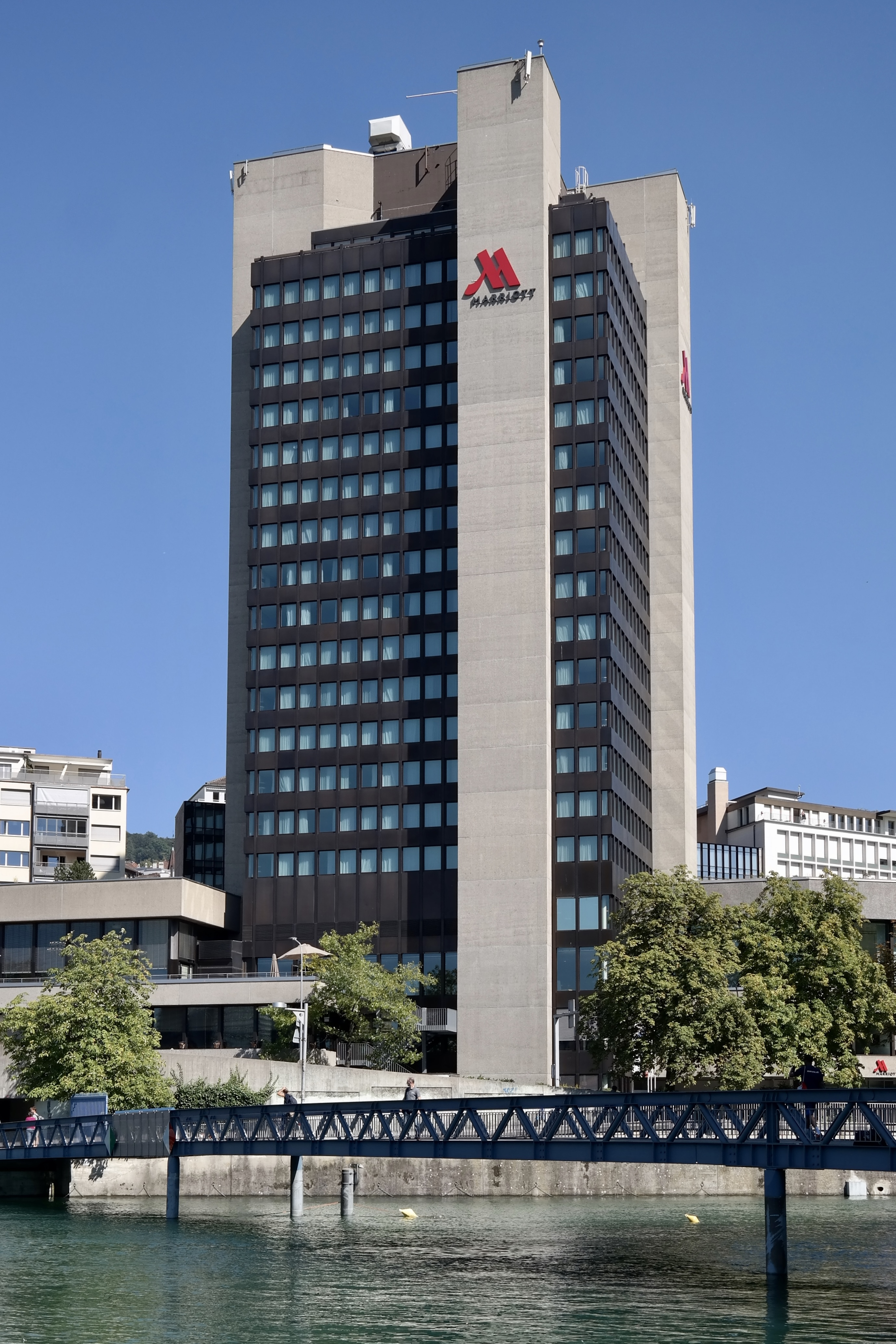
Hotel Marriott International en Zúrich.

En 2019 y 2021, Marriott enfrentó tanto una investigación como una demanda colectiva en Estados Unidos por su práctica de imponer "tasas de complejo turístico" que no estaban reflejadas en el precio de la habitación. Dichas tasas eran para servicios vagamente definidos o cuestionables. Esta técnica, conocida como "precios por goteo", está prohibida en gran parte del mundo.
En 2019 y 2020, Marriott fue objeto de demandas colectivas e investigaciones por parte de la Comisión de Bolsa y Valores (SEC, por sus siglas en inglés) y de la Oficina del Comisionado de Información (ICO, por sus siglas en inglés) por violaciones al Reglamento General de Protección de Datos (GDPR, por sus siglas en inglés) y por incumplimiento en la protección de datos personales de los huéspedes del hotel. Marriott ha sido multada tanto en Estados Unidos como en Reino Unido.
En 2020, un antiguo empleado demandó a Marriott en Nueva York acusándola de explotación laboral. Según el demandante, Marriott cobraba un 18 % adicional a los huéspedes, argumentando que era un pago destinado a camareros, barmans y otros empleados, pero en realidad, la empresa se quedaba con ese dinero.
Desde el año 2002 hasta el 2023, Marriott ha estado implicada en una serie de disputas legales con propietarios de hoteles que administra en Hong Kong, Estados Unidos y Tailandia. Estos propietarios alegan prácticas comerciales desleales por parte de Marriott.
En 2023, en Polonia se inició una investigación criminal contra Marriott por irregularidades financieras y malversación de fondos. Según la legislación polaca, los delitos imputados contra los responsables podrían conllevar una pena de hasta 10 años de prisión. 

## Protección de datos
En diciembre de 2018 se conoció que desconocidos accedieron a una base de datos de la filial de Marriott, Starwood, entre 2014 y mediados de septiembre de 2018 y robaron datos. Hoteles de las marcas Sheraton, Westin y Le Méridien están entre los afectados. La filtración de datos afecta a 500 millones de huéspedes de más de 6.000 hoteles en más de 120 países. Entre otros, se vieron comprometidos datos personales especialmente sensibles, como nombres, direcciones de correo electrónico, fechas de nacimiento, números de pasaporte, información de cuentas y números de tarjetas de crédito con fechas de caducidad.
Al principio se dijo que los datos se habían cifrado, pero en un juicio en Estados Unidos Marriott admitió que los datos personales sólo se habían cifrado mediante el método SHA-1 y que, por tanto, no estaban suficientemente cifrados.